# Célula solar flexível
Células solares flexíveis (Organic Solar Cells – OSCs) são um dos dispositivos mais promissores na pesquisa e desenvolvimento de energia solar, devido às vantagens que oferecem em termos de leveza e baixo custo, além do processo de fabricação ser muito simples.

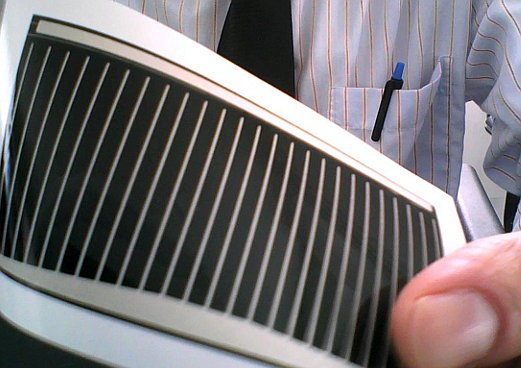
Célula Solar Flexível CIGS produzida pela Solarion AG.

No momento, existe uma grande variedade de pesquisas em células solares flexíveis e diferentes grupos de pesquisadores propõem diferentes estruturas. Atualmente, a célula solar mais produzida é a CIGS a qual é composta pelo semicondutor Cobre(Índio, Gálio)Selênio2 utilizando polímeros como substrato, a qual pode apresentar eficiência de conversão próxima de 20%. Seu método de fabricação conhecido como roll-to-roll (rolo-a-rolo) permite a fabricação de grandes quantidades de material a baixo custo, o que permite seu grande sucesso. Outra célula muito utilizada é a célula DSSC (Dye Sensitized Solar Cell – célula solar sensibilizada por corante), também conhecidas por célula de Graetzel. As células solares fotovoltaicas DSSC podem ser fabricadas sobre substratos flexíveis em um processo semelhante à impressão, adaptando-se melhor às condições de aplicação. A partir da célula DSSC também foram desenvolvidas células solares flexíveis semelhantes, mas com a substituição do eletrólito líquido por um eletrólito polimérico. Dessa forma, problemas como volatilidade e vazamento do eletrólito são minimizados.

## Célula Solar CIGS
Esta célula solar flexível consiste em um filme fino policristalino de Cobre(Índio, Gálio)Selênio2 (CIGS) como camada absorvedora de luz, o qual é depositado em um substrato polimérico com alto grau de flexibilidade, como, por exemplo, a poliamida.
A fabricação de células solares em substratos flexíveis (poliméricos) é muito atrativa, pois permite a utilização do método de deposição roll-to-roll (rolo-a-rolo - R2R), o qual traz uma redução de custos e aumenta a taxa de transferência quando comparado com os métodos convencionais por lote (batch-to-batch) usados para substratos rígidos como o vidro. Os substratos mais utilizados são de metais e de filmes de poliamida. Comparado com folhas de metais, os filmes de poliamida apresentam a vantagem de serem isolantes elétricos, permitindo assim uma interconexão monolítica, ou seja, sem a necessidade de interligar as células em módulos individuais. 
A técnica roll-to-roll envolve um substrato no formato de uma folha muito longa a qual é enrolada em um rolo. Dessa forma, o substrato deve apresentar determinada flexibilidade para que possa ser enrolado. Em geral, materiais poliméricos apresentam essa característica. O substrato é desenrolado e passa através das máquinas que irão realizar a pintura e o revestimento. Ao final do processo, o material é enrolado novamente. Entre a pintura e o revestimento, podem existir outros processos como aquecimento, secagem e cura por UV. Como o substrato entra por uma extremidade das máquinas e sai pela outra extremidade com a célula solar pronta, o processo é contínuo, gerando uma maior quantidade de produto com um menor custo.
O filme fino de CIGS é crescido em uma evaporadora térmica em ambiente de alto vácuo sobre substrato de 25 μm de espessura. É feita uma deposição de Molibdênio (Mo) por DC Sputtering antes da deposição do CIGS e de óxido de zinco (ZnO) por RF Sputtering após a deposição do CIGS. Esses materiais são responsáveis pela formação dos contatos elétricos da célula solar.
Os substratos para a fabricação das células devem apresentar as seguintes características:
1. Estabilidade sob vácuo: o substrato não deve se desgaseificar durante as etapas de deposição à vácuo, especialmente durante a deposição do CIGS em que o substrato deve ser aquecido.
2. Estabilidade térmica: A temperatura ideal no substrato para o crescimento com alta eficiência do CIGS deve ser de 500 – 600ºC.
3. Expensão térmica adequada: O coeficiente de expansão térmica do substrato deve ser próximo ao coeficiente de expansão térmica do CIGS. Caso contrário, pode haver problemas de adesão, gerando trincas na camada de Molibdênio.
4. Estabilidade química: O substrato não pode oxidar nem durante o processo de fabricação e nem durante o uso.
5. Barreira de umidade: O substrato deverá proteger as camadas da célula solar durante operação a longo-prazo contra os efeitos do meio ambiente, especialmente contra vapor de água.
6. Custo, consumo de energia, disponibilidade e peso: o substrato ideal deve ser barato, que necessita de baixa energia para fabricação, feito de materiais disponíveis e abundantes e com baixo peso. Esses pontos estarão ligados diretamente com a espessura do substrato.[4]

A limitação na eficiência desse tipo de célula solar flexível estava ligada com o alto gradiente de composição de Gálio (Ga) na camada absorvedora. Após ajustes na dosagem de Ga durante o crescimento do filme, foi possível obter um perfil mais uniforme e eficiência próxima de 20%, sendo o tipo de célula solar flexível com maior eficiência já reportada.

## Célula Solar DSSC com Eletrodos Flexíveis
As células solares sensibilizadas por corante são células que utilizam o efeito fotovoltaico para converter a luz solar em energia. Foram inventadas em 1991 pelo Professor Michael Graetzel e pelo Doutor Brian O’Regan na Escola Politécnica Federal de Lausanne, Suíça. Também conhecida por célula de Graetzel, esse tipo de célula tem ganhado foco devido à sua fácil fabricação e boa relação custo-eficiência. Para aplicação em dispositivos portáteis, as células DSSC flexíveis tem ganhado ainda mais atenção.
As células solares flexíveis DSSC são leves e finas, porém resistentes e duráveis. Seu design permite que a célula seja flexionada e curvada durante sua aplicação. Sua fabricação é feita através de uma impressão do eletrólito no substrato polimérico. Utiliza como substrato o Polietileno Naftalato (PEN) e o Poli (3,4 – etilenodioxitiofeno) poliestireno sulfonado (PEDOT:PSS). Sua estrutura consiste em uma camada de óxido de estanho dopado com índio (ITO) e dióxido de titânio (TIO2) depositado por serigrafia no substrato de PEN/PEDOT:PSS. A camada de ITO é responsável pelo contato elétrico da célula. O óxido de grafeno reduzido também é adicionado no eletrodo de trabalho para reduzir a resistência de contato.
A célula de Graetzel apresenta um grande potencial, mas possui dois grandes problemas que impede sua comercialização em larga escala: seu eletrólito é extremamente corrosivo (dando a essas células um tempo de vida útil muito curto), pouco translúcido (impedindo a passagem de luz de forma eficiente) e limita a tensão de célula em 0,7 volts; além disso, seu catodo é recoberto com platina, um material escasso e caro.

## Células Solares Flexíveis de Eletrólitos Poliméricos
Este tipo de célula consiste em um substrato de Polietileno Tereftalato (PET) coberto com uma camada de ITO como material dos eletrodos. Uma camada de TiO2 é depositada no ITO, em que é feita uma sinterização do filme em baixa temperatura (100ºC). Em seguida, é feita uma exposição do TiO2 à radiação UV durante alguns minutos de aquecimento a 140-150ºC para eliminar resíduos orgânicos.

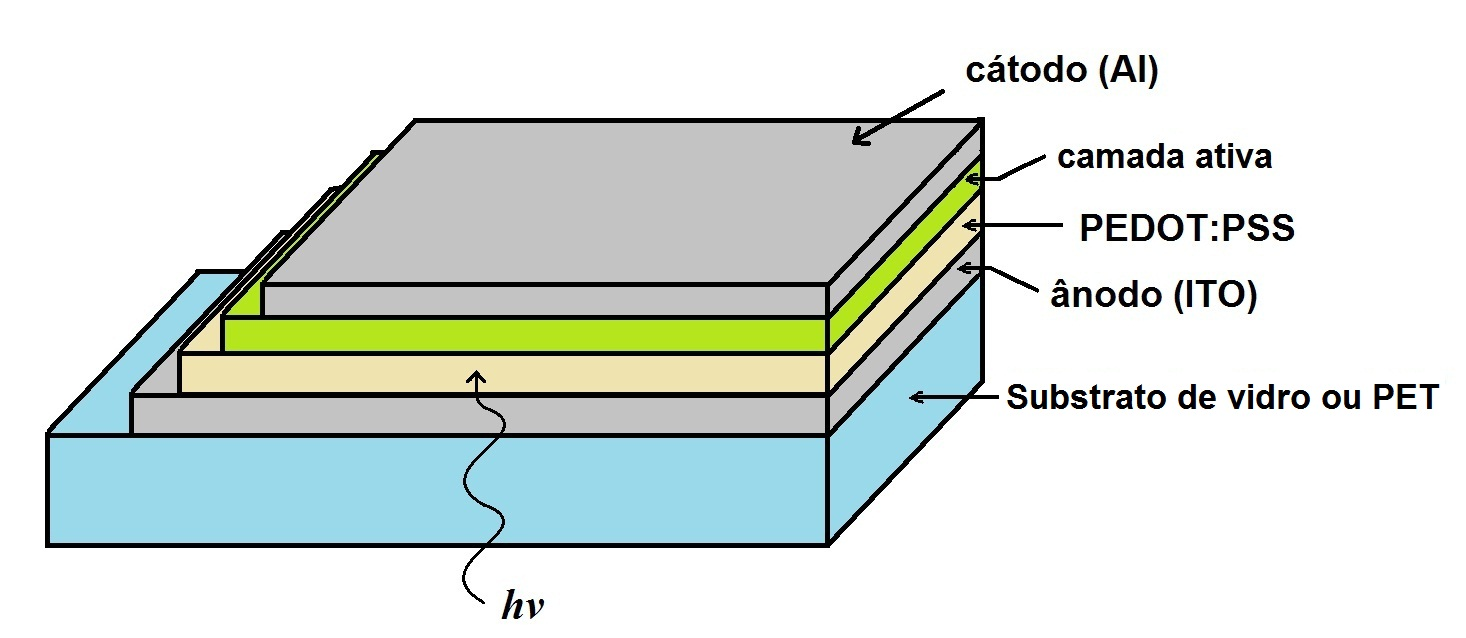
Célula Solar Polimérica

A substituição dos substratos rígidos (vidro) por substratos flexíveis (poliméricos) para essa célula também trouxeram inúmeras vantagens, como a redução do peso, aumento da flexibilidade, aumento na resistência ao impacto e redução de custo. Além disso, o uso de substrato flexível também permite sua fabricação pelo método roll-to-roll como no caso da célula de CIGS, reduzindo o custo da célula e aumentando sua produção.
O principal diferencial desta célula em relação a uma DSSC é a mudança do eletrólito e do corante por polímeros. Esta mudança visa solucionar um problema típico de eletrólitos líquidos, como volatilidade e vazamento que podem ocorrer se a célula não for devidamente selada. No caso do corante, este é substituído por polímeros condutores como o Poli (fenil vinileno), o Politiofeno e o Poli (o-metoxianilina) para realizarem a função de tanto como transporte de cargas quanto absorção de luz. No caso do eletrólito, este é trocado por (1) eletrólito em gel que consiste em uma matriz polimérica de óxido de polietileno, poliacrilonitrila e polimetilmetacrilato ou (2) eletrólito de puro polímero que é composto por sais alcalinos (lítio ou sódio) dissolvidos em polímeros de alta massa molar como o óxido de polietileno (PEO) ou o óxido de polipropileno (PPO).

## Aplicação das Células Solares

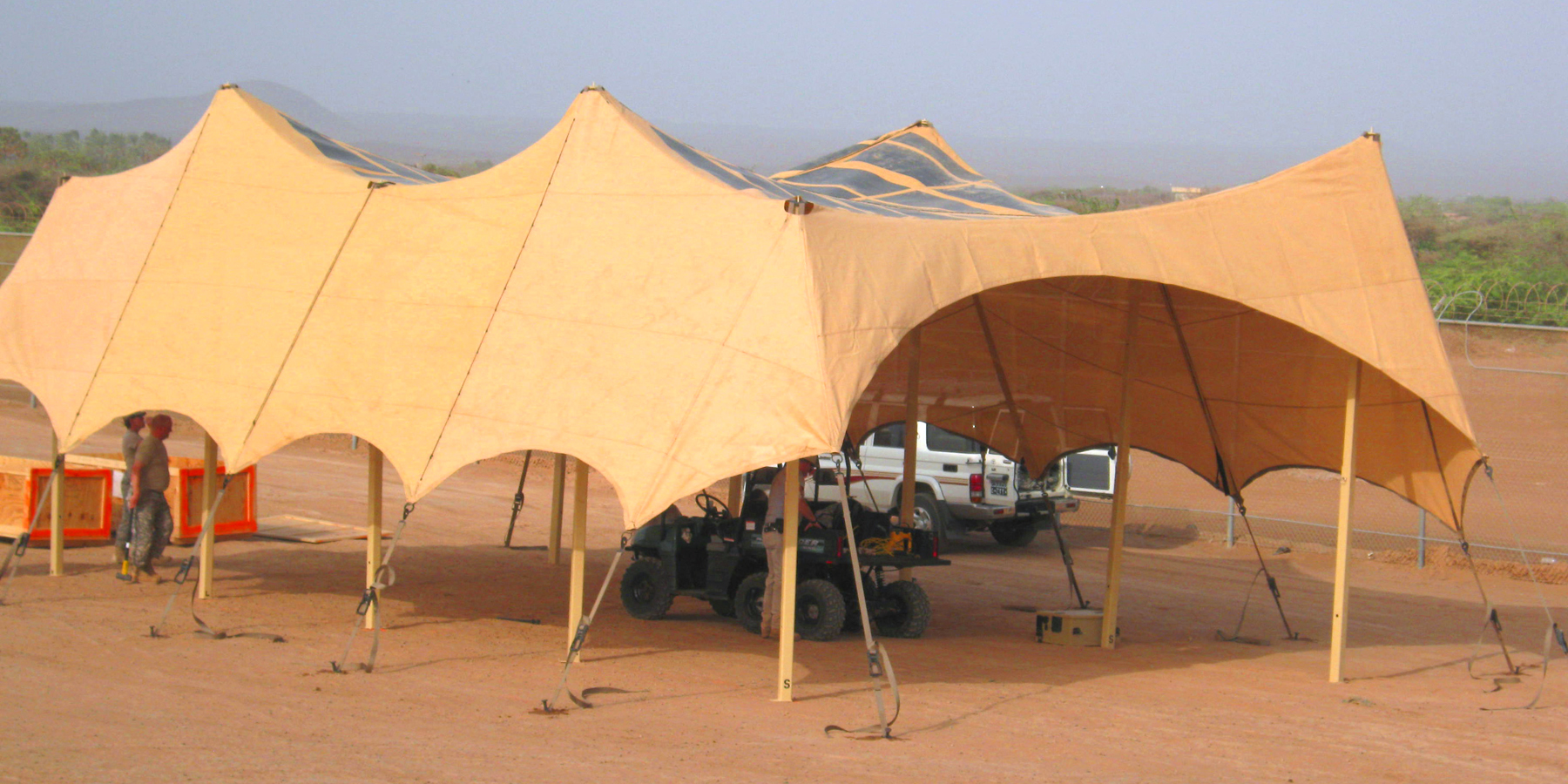
Painéis Solares Flexíveis para geração de energia em abrigos do exército.

As células solares flexíveis são utilizadas principalmente para a fabricação de painéis solares para a conversão da energia solar em energia elétrica. Sua flexibilidade traz consigo a grande vantagem de se adaptar melhor a novas e diferentes arquiteturas, como coberturas curvas de casas e edifícios, além de possuir um peso menor.
As novas características das células solares flexíveis estão criando inúmeras novas possibilidade para aplicação das células solares:
1. Uso dessas células solares em satélites: A energia solar foi primeiramente empregada em aplicações espaciais devido à relativa falta de alternativas para geração e armazenamento de energia. Trata-se de uma área que aceita o alto custo desses dispositivos;
2. Painéis solares para geração de energia em casas e edifícios: A redução do peso dos painéis solares através da utilização de filmes finos e flexíveis poderá gerar uma aplicação como revestimento em janelas, gerando energia que será utilizada nas próprias casas e edifícios;
3. Tintas fotovoltaicas para automóveis: conversão da energia solar para alimentação da parte elétrica e recarregar a bateria.
4. Tendas solares, capas de telefone, e até telefones e dispositivos móveis.[11]

Todas essas aplicações ainda estão em desenvolvimento, mas permitirão um grande avanço tecnológico quando chegarem ao consumidor.

## Fatores Comerciais das Células Solares Flexíveis
Produções realizadas com o processo roll-to-roll indicam que a tecnologia é altamente factível. É possível fabricar dispositivos com larguras de 305 mm, o que é, aproximadamente, o tamanho de uma folha A4. Este processo permite uma variedade de tamanhos de células que vai de uma faixa de 10 x 10 cm até 50 x 50 cm.
Para uma célula solar flexível, os custos relacionados à produção de eletricidade ainda estão altos devido a custos relacionados aos materiais adotados e à velocidade do processo roll-to-roll. Atualmente, este custo está na faixa de 8,1 euros por watt gerado (€/W), o que ainda é economicamente inviável tendo em vista que a capacidade de produção é em torno de 100 metros por dia (assumindo uma operação de 8h por dia). Isto resulta em uma capacidade de produção anual de, aproximadamente, 20.000 metros, o que é equivalente a 80.000 células ou 50 kW (assumindo um rendimento de 95% na produção).
As Tabelas 1 e 2 mostram, respectivamente, o custo do investimento total necessário e o custo relacionado aos materiais utilizados. Pode-se observar que com o investimento de 530 mil euros seria necessário oferecer essas células a um preço muito alto para permitir uma estrutura de negócios viável.
| Equipamento                     | Custo do Maquinário (Euros) | Infraestrutura (Euros) | Total (Euros) |
| ------------------------------- | --------------------------- | ---------------------- | ------------- |
| Impressora R2R                  | 126.400                     | 35.800                 | 162.200       |
| Máquina recobridora R2R         | 152.000                     | 18.500                 | 170.500       |
| Máquina de corrosão R2R         | 42.500                      | 9.500                  | 52.000        |
| Laminadora R2R                  | 35.800                      | 0                      | 35.800        |
| Máquina para caracterização R2R | 72.850                      | 0                      | 72.850        |
| Enrolador R2R                   | 28.900                      | 0                      | 28.900        |
| Dispositivos Elétricos          | 8.000                       | 0                      | 8.000         |
| Total                           | 466.450                     | 63.800                 | 530.250       |

| Material                   | Custo do Material (Euros) | Custo do Processamento (Euros) | Total (Euros) |
| -------------------------- | ------------------------- | ------------------------------ | ------------- |
| Barreira                   | 0,4575                    | 0,03173                        | 0,4892        |
| Adesivo sensível à pressão | 0,1918                    | 0,03173                        | 0,2236        |
| PET-ITO                    | 2,6077                    | 0,21111                        | 2,8188        |
| ZnO                        | 0,0582                    | 0,16667                        | 0,2249        |
| P3HT-PCBM                  | 0,4492                    | 0,16667                        | 0,6159        |
| PEDOT:PSS (EL-P 5010)      | 0,2311                    | 0,16667                        | 0,3978        |
| Prata (PV410)              | 0,4120                    | 0,16667                        | 0,5787        |
| Total                      | 4,4078                    | 0,9412                         | 5,3491        |

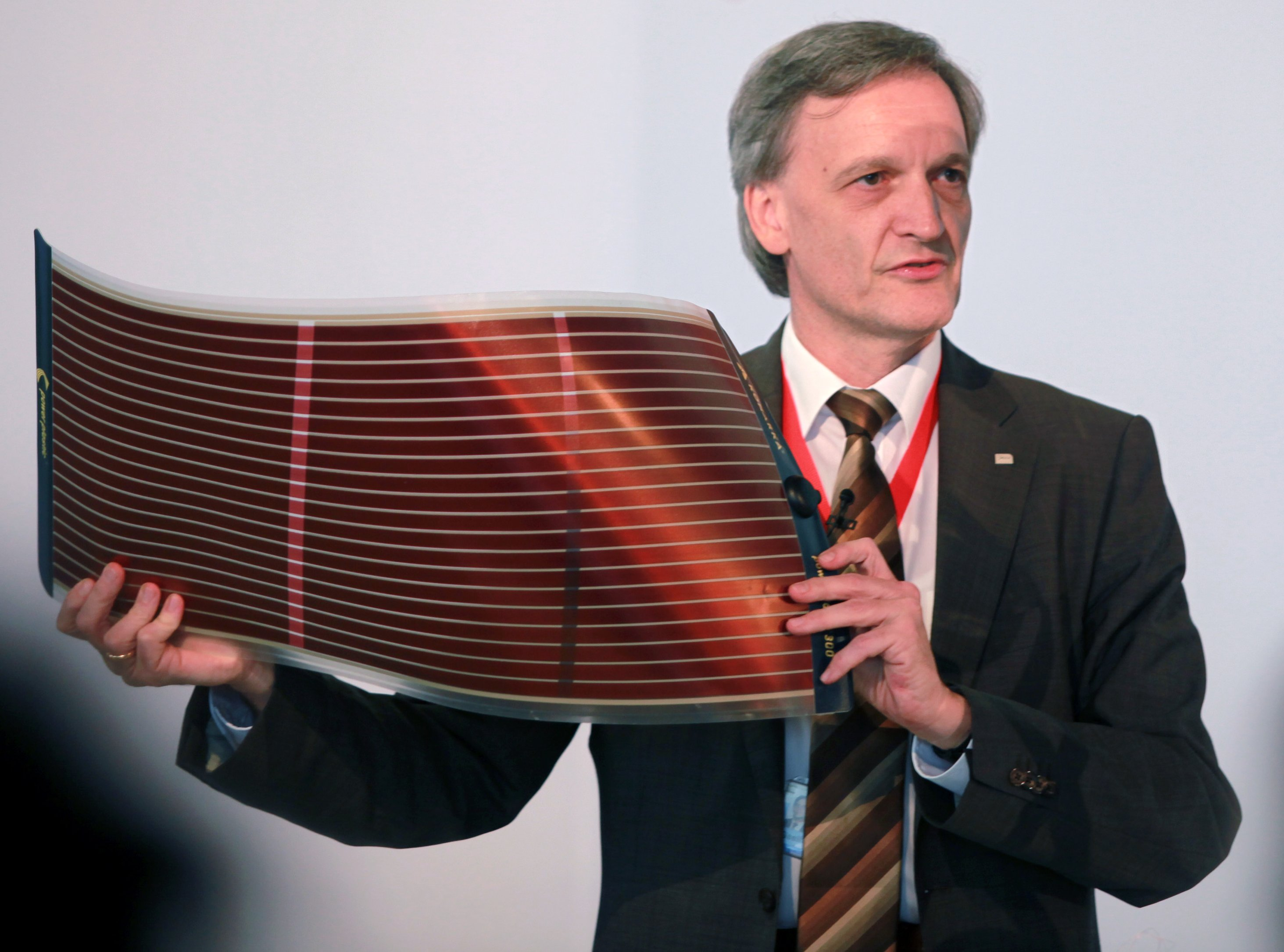
Célula Solar Orgânica Flexível.

Há algumas propostas em estudo para reduzir o custo por watt gerado para abaixo de 5 €/W, que são: eliminar o uso de materiais caros como o ITO, reduzir o tempo de processamento para um fator de 10 (de 20 minutos para 2 minutos), reduzir o custo de processamento do PEDOT:PSS e eliminar o uso da camada adesiva (Tabela 1).
Outro fator importante que ainda precisa ser explorado é a eficiência energética. Uma eficiência energética de 10% ajudaria muito na aplicação tecnológica e seria suficiente para realizar uma estrutura de custos estável.